# Збіднений уран

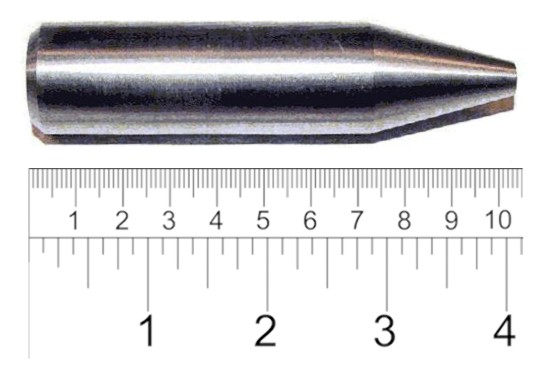
Снаряд зі збідреного урану, калібр 30 мм

Збі́днений ура́н — уран, який містить менше радіоактивного ізотопу урану-235 (0,3 % і менше) порівняно з природним ураном. Основну масу збідненого урану складає стабільніший ізотоп урану-238. Зазвичай отримують як відходи процесу збагачення урану.
Густина збідненого урану дорівнює 19 050 кг/м3, що в 1,68 раза більше за густину свинцю і трохи менше за густину вольфраму та золота, а також 84 % від густини осмію та іридію — найважчих речовин за стандартних умов.
Радіоактивність збідненого урану становить близько 60 % від радіоактивності природного урану. Переважна частина альфа-випромінювання походить від урану-238 та урану-234 а бета-випромінювання походить від торію-234 та протактінію-234.

## Склад
Збіднений уран складається в основному з 238U.

## Застосування

### Ядерна енергетика
Нуклід 238U використовують для виробництва плутонію-239, який також має надзвичайно велике значення як паливо для ядерних реакторів і у виробництві ядерної зброї.
Може бути використаний як ядерне паливо у реакторах на біжучій хвилі.

### Озброєння та військова техніка

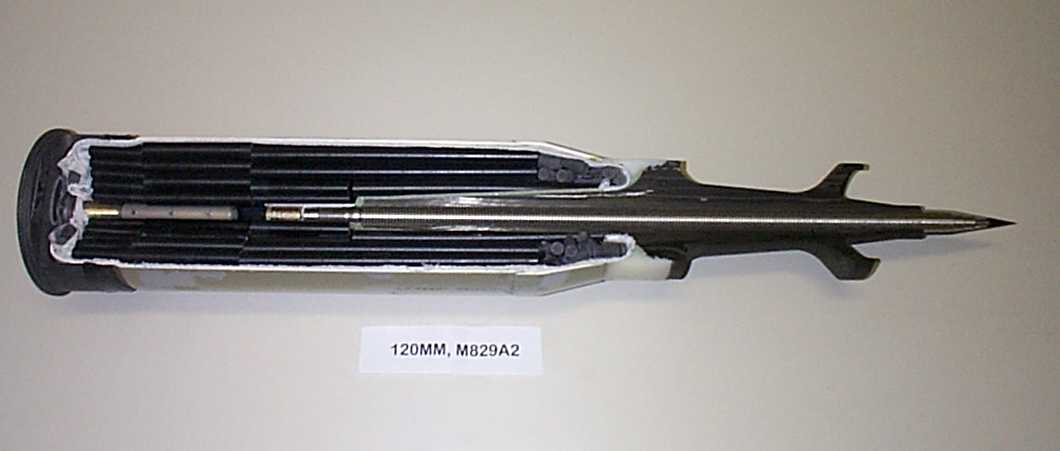
Бронебійний підкаліберний оперений снаряд з осердям зі збідненого урану калібру 120-мм, снаряди такого типу використовують в танках M1 Abrams

Завдяки високій густині збіднений уран також використовують у броні військової техніки (зокрема у танках M1 Abrams) та бронебійних снарядах.
Снаряд зі збідненого урану заданої маси матиме менший діаметр за снаряд такої ж маси, виготовлений зі свинцю. Завдяки цьому він зазнаватиме меншого опору повітря і матиме кращу проникність. Позаяк збіднений уран має пірофорні властивості при зіткненні з перешкодою, виготовлені з нього снаряди мають також ефект запалювальних.
Застосування збідненого урану для виготовлення бронебійних снарядів через дефіцит вольфраму вперше запропонував міністр озброєнь Нацистської Німеччини Альберт Шпеєр під час Другої світової війни.
В Радянському Союзі та Росії снаряди зі збідненим ураном розробляли, починаючи з 1980-х років. Зокрема, створили бронебійні підкаліберні оперені снаряди 3БМ30 «Надфиль», 3БМ32 «Вант» та 3БМ59 «Свинець-1» (3БМ46 «Свинець»).
Країни НАТО під час операції у Косові використовували підкаліберні снаряди, які містили збіднений уран, через що деякі ЗМІ звинувачували їх у зростанні захворюваності на лейкемію.
6 вересня 2023 року, згідно заяви Пентагону, США оголосили про новий пакет військової допомоги Україні на 175 млн доларів, до якого вперше ввійдуть боєприпаси зі збідненим ураном для танків Abrams.

## Вплив на організм
На додачу до того, що збіднений уран є радіоактивним, він є ще й хімічно токсичним металом. Його хімічна токсичність in vivo така сама, як і в природного, та в мільйон разів небезпечніша за його слабке радіоактивне випромінювання. Однак уран менш токсичний за інші важкі метали, такі як арсен або ртуть.
Основну частину випромінювання становлять альфа- і бета-частинки, що мають низьку проникну здатність. Якщо осердя снаряду повністю закрите, радіоактивна небезпека для екіпажу танка є близькою до нуля. Певний ризик виникає лише при ушкодженні снаряду і фізичному контакті осердя з незахищеною шкірою. Випромінювання гамма-променів є мінімальним. За розрахунками американських фахівців, щоб отримати дозу, відповідну річному природному випроміненню в США, танкіст має провести в повністю завантаженому снарядами танкові 2000 годин.
Під час стрільби снарядами з урановим осердям у стволі гармати залишаються сліди радіоактивності, проте дослідження виключили можливість проникнення часточок збідненого урану в танк внаслідок відкриття затвора гармати. Було зафіксовано випадки виявлення в снарядах більших кількостей високоактивних ізотопів урану, а також слідів активності торію та плутонію. Ймовірно, причиною цього були технологічні лінії.
Під час влучання в перешкоду утворюються хмарини пилу з часточок оксидів урану. Вони можуть потрапити до людського організму внаслідок вдихання, з їжею чи водою, або ж через відкриті рани. Іншим джерелом уранового пилу можуть бути пожежі — особливо, якщо вони супроводжуються детонаціями. Найбільшою є загроза від радіоактивного пилу (і фрагментів пенетратора) всередині бойової машини, в яку влучив урановий снаряд.
Якщо часточки пилу потраплять всередину організму, то головною небезпекою є токсичність, тоді як вплив радіоактивності є порівняно невеликим. Уран, як і інші важкі метали, є отруйним, причому найбільше від нього страждають нирки.
Ще одним джерелом загрози є рештки снарядів на полях битв і полігонах. Заглиблені в ґрунт, вони кородують. На вкритих оксидами поверхнях утворюються водорозчинні сполуки. В результаті через певний час уран може проникати до ґрунту і ґрунтових вод.

## Виноски
1. ↑   В природному урані близько 49 % випромінювання походить від урану-238, 49 % від урану-234, та 2 % від урану-235. У збідненому урані частка урану-235 та урану-234 зменшена